# Rouen Open 2022
Rouen Open 2022, oficiálně Open Capfinances Rouen Métropole 2022, byl tenisový turnaj na ženském profesionálním okruhu WTA 125, hraný v Kindareně. Premiérový ročník Rouen Open probíhal mezi 13. a 23. říjnem 2022 v normandské metropoli Rouen na tvrdém povrchu.
Turnaj dotovaný 92 742 eury patřil do kategorie WTA 125. Nejvýše nasazenou singlistkou se po odhlášení Wang Si-jü stala šedesátá první tenistka světa Diane Parryová, jíž na úvod vyřadila krajanka Chloé Paquetová. V důsledku invaze Ruska na Ukrajinu na konci února 2022 řídící organizace tenisu ATP, WTA a ITF s grandslamy rozhodly, že ruští a běloruští tenisté mohli dále na okruzích startovat, ale do odvolání nikoli pod vlajkami Ruska a Běloruska.
Premiérový singlový titul na okruhu WTA 125 vybojovala 29letá Belgičanka Maryna Zanevská a získala poslední trofej před ukončením kariéry v září 2023. Deblovou soutěž ovládly Gruzínka Natela Dzalamidzeová s Kamillou Rachimovovou, znamenající druhou společnou trofej z turnajů organizovaných Ženskou tenisovou asociací. Navázaly tak na triumf z Linz Open 2021 na okruhu WTA Tour.

## Rozdělení bodů a finančních odměn

### Rozdělení bodů
| Soutěž  | Soutěž      | vítězky | finalistky | semifinalistky | čtvrtfinalistky | 16 v kole | 32 v kole | Q | Q1 |
| ------- | ----------- | ------- | ---------- | -------------- | --------------- | --------- | --------- | - | -- |
| dvouhra | [ 3 ] [ 8 ] | 160     | 95         | 57             | 29              | 15        | 1         | 6 | 1  |
| čtyřhra | [ 9 ]       | 160     | 95         | 57             | 29              | 1         | —         | — | —  |

### Finanční odměny
| Soutěž                                | Soutěž      | vítězky  | finalistky | semifinalistky | čtvrtfinalistky | 16 v kole | 32 v kole | Q1    |
| ------------------------------------- | ----------- | -------- | ---------- | -------------- | --------------- | --------- | --------- | ----- |
| dvouhra                               | [ 3 ] [ 8 ] | 12 100 € | 6 858 €    | 4 838 €        | 3 26 €          | 1 613 €   | 1 008 €   | 806 € |
| čtyřhra                               | [ 9 ]       | 4 032 €  | 2 016 €    | 1 210 €        | 1 008 €         | 806 €     | —         | —     |
| částka ve čtyřhrách je uvedena na pár |             |          |            |                |                 |           |           |       |

## Ženská dvouhra

### Nasazení
| Stát                          | Hráčka                | WTA | Nasazení |
| ----------------------------- | --------------------- | --- | -------- |
| Čína                          | Wang Si-jü            | 59. | 1.       |
| Francie                       | Diane Parryová        | 61. | 2.       |
| Itálie                        | Lucia Bronzettiová    | 63. | 3.       |
| Itálie                        | Jasmine Paoliniová    | 78. | 4.       |
| Švýcarsko                     | Viktorija Golubicová  | 81. | 5.       |
| Rumunsko                      | Jaqueline Cristianová | 83. | 6.       |
| Belgie                        | Maryna Zanevská       | 84. | 7.       |
| Maďarsko                      | Dalma Gálfiová        | 89. | 8.       |
| Spojené království            | Harriet Dartová       | 90. | 9.       |
| Bulharsko                     | Viktorija Tomovová    | 93. | 10.      |
| Žebříček WTA k 10. říjnu 2022 |                       |     |          |

### Jiné formy účasti
Následující hráčky obdržely divokou kartu do hlavní soutěže:
- Elsa Jacquemotová
- Léolia Jeanjeanová
- Kristina Mladenovicová
- Alice Robbeová

Následující hráčky postoupily z kvalifikace:
- Olga Danilovićová
- Anastasija Gasanovová
- Caty McNallyová
- Jessika Ponchetová

Následující hráčky postoupily z kvalifikace jako šťastné poražené:
- Erika Andrejevová
- Ana Konjuhová

### Odhlášení
před zahájením turnaje
- Anastasija Gasanovová → nahradila ji Erika Andrejevová
- Kaja Juvanová → nahradila ji  Darija Snigurová
- Jule Niemeierová → nahradila ji  Tamara Korpatschová
- Jasmine Paoliniová → nahradila ji Kamilla Rachimovová
- Nuria Párrizasová Díazová → nahradila ji  Harmony Tanová
- Sara Sorribesová Tormová → nahradila ji  Sara Erraniová
- Clara Tausonová → nahradila ji Vitalija Ďjačenková
- Wang Si-jü → nahradila ji  Ana Konjuhová
- Wang Sin-jü → nahradila ji  Simona Waltertová

## Ženská čtyřhra

### Nasazení
| Stát                                                                      | Hráčka               | Stát     | Hráčka              | WTA  | Nasazení |
| ------------------------------------------------------------------------- | -------------------- | -------- | ------------------- | ---- | -------- |
| Gruzie                                                                    | Natela Dzalamidzeová |          | Kamilla Rachimovová | 132. | 1.       |
| Japonsko                                                                  | Misaki Doiová        | Gruzie   | Oxana Kalašnikovová | 190. | 2.       |
| Švýcarsko                                                                 | Viktorija Golubicová | Čína     | Chan Sin-jün        | 194. | 3.       |
| Spojené království                                                        | Harriet Dartová      | Maďarsko | Dalma Gálfiová      | 232. | 4.       |
| Žebříček WTA k 10. říjnu 2022; číslo je součtem umístění obou členek páru |                      |          |                     |      |          |

### Jiné formy účasti
Následující pár obdržel divokou kartu:
- Audrey Albiéová /  Alice Robbeová

## Přehled finále

### Ženská dvouhra
- Maryna Zanevská vs.  Viktorija Golubicová, 7–6(8–6), 6–1

### Ženská čtyřhra
- Natela Dzalamidzeová /   Kamilla Rachimovová vs.  Misaki Doiová /  Oxana Kalašnikovová, 6–2, 7–5